# Greg Oden
Gregory Wayne Oden, Jr. (Buffalo, New York, 22 de gener de 1988) és un exjugador de bàsquet nord-americà. Mesura 2,13 i pesa 113 quilograms, i jugava en la posició de pivot.

## Trajectòria esportiva

### Universitat
Oden va jugar el seu únic any universitari amb els Buckeyes de la Universitat d'Ohio State. Es va perdre el començament de la temporada a causa d'una lesió en els lligaments del canyell, de la qual va haver de ser operat. Va debutar davant Valparaíso el 2 de desembre de 2006, sortint des de la banqueta i anotant 14 punts, capturant 10 rebots i posant 5 taps. Va acabar la temporada regular fent una mitjana de 15,5 punts, 9,7 rebots i 3,5 taps per partit. Després de la seva gran temporada, va ser triat en el millor quintet de la Big Ten Conference. Va portar al seu equip a la final de la NCAA, no sense abans haver aconseguit un tap en l'últim segon que els va donar la victòria en vuitens de final davant Tennessee, per després guanyar en posteriors rondes a Memphis i Georgetown, perdent la final davant la Universitat de Florida després d'aconseguir 25 punts, 12 rebots i 4 taps.
El 26 de març de 2007 va ser triat All-American per Associated Press. Juntament amb Kevin Durant, van ser els primers novells universitaris triats per a tal honor des de 1990.

### Estadístiques d'Universitat
| Temporada | Equip      | PJ | PT | MPP  | %TC  | %3   | %TL  | RPP | APP | ROB | TPP | PPP  |
| --------- | ---------- | -- | -- | ---- | ---- | ---- | ---- | --- | --- | --- | --- | ---- |
| 2006–07   | Ohio State | 32 | 31 | 28.9 | .616 | .000 | .628 | 9.6 | 0.7 | 0.6 | 3.3 | 15.7 |

### NBA

#### Portland Trail Blazers
Fou elegit en el Draft de l'NBA de 2007 en la primera posició per Portland Trail Blazers, equip amb el qual disputaria la temporada 2007-08 però una lesió patida durant la pretemporada va requerir una intervenció quirúrgica de certa importància, que el va deixar fora tota la temporada.
Durant la temporada 2008-09 va poder jugar 61 partits, encara que va viure una temporada d'alts i baixos, on malgrat haver signat uns nombres molt modests va donar mostres d'una destresa defensiva innata i de molt bons moviments sota cistella. Encara que de forma alternant, Oden ha mostrat ser molt veloç per a un home de la seva alçada i pes, i sobretot, ha mostrat una habilitat excel·lent per als taps.
Però més enllà de les estadístiques, a Portland es van obrir molts dubtes respecte a la fortalesa mental d'Oden; es rumorejava en els cercles de la lliga, que Oden era massa perfeccionista i que les males nits tendien a afectar-lo més del normal; encara que de certa forma aquesta situació era comprensible donada la gran pressió que va viure Oden des de l'institut, des d'on se li va penjar el cartell de futura superestrella.
Els problemes en els seus genolls van interrompre de forma constant la seva carrera, doncs de les seves set temporades en l'NBA quatre d'elles les va passar completament en blanc, sense disputar cap partit (a Portland Trail Blazers la 1a temporada -que hauria estat la del seu debut- no va jugar, igual que en la 4a, la 5a i la 6a), en la seva 2a temporada va poder jugar en 61 partits, en la 3a només els primers 21 (després de lesionar-se novament i de forma greu l'altre genoll poc després d'iniciar el curs), i en la 7a temporada a Miami Heat únicament va jugar 23 partits, però disputant la final de l'NBA de la temporada 2013-14 contra els Sant Antonio Spurs, en la qual Oden només va jugar 3 partits durant aquells playoffs, però dos d'aquests durant la final, encara que no van obtenir el campionat en perdre de forma abassegadora enfront dels Spurs per 4-1.
Després d'unes mitjanes de 9.4 punts, 7.3 rebots i 1.4 taps per partit en 82 partits en cinc anys (cosa que suma en total una única temporada completa en actiu), el 16 de març de 2012 va ser tallat finalment després de cinc temporades per l'equip de Portland. Dos mesos després, al maig de 2012, Oden va anunciar la seva intenció de no participar en la temporada 2012-13 per centrar-se en rehabilitar les seves lesions.

#### Miami Heat
El 2 d'agost de 2013, Greg Oden va anunciar que signava un contracte amb els Miami Heat per una temporada pel mínim salarial en l'NBA. El 15 de gener de 2014, va fer el seu debut en partit oficial contra els Washington Wizards, anotant 6 punts en 8 minuts.

## Estadístiques

### Temporada regular
| Any     | Equip    | PJ  | PT | MPP  | %TC  | %3   | %TL  | RPP | APP | ROB | TPP | PPP  |
| ------- | -------- | --- | -- | ---- | ---- | ---- | ---- | --- | --- | --- | --- | ---- |
| 2008–09 | Portland | 61  | 39 | 21.5 | .564 | .000 | .637 | 7.0 | .5  | .4  | 1.1 | 8.9  |
| 2009–10 | Portland | 21  | 21 | 23.9 | .605 | .000 | .766 | 8.5 | .9  | .4  | 2.3 | 11.1 |
| 2013–14 | Miami    | 23  | 6  | 9.2  | .551 | .000 | .565 | 2.3 | .0  | .3  | .6  | 2.9  |
| Total   | Total    | 105 | 66 | 19.3 | .574 | .000 | .658 | 6.2 | .5  | .4  | 1.2 | 8.0  |

### Playoffs
| Any   | Equip    | PJ | PT | MPP  | %TC  | %3   | %TL  | RPP | APP | ROB | TPP | PPP |
| ----- | -------- | -- | -- | ---- | ---- | ---- | ---- | --- | --- | --- | --- | --- |
| 2009  | Portland | 6  | 0  | 16.0 | .524 | .000 | .667 | 4.3 | .0  | .3  | 1.0 | 5.0 |
| Total | Total    | 6  | 0  | 16.0 | .524 | .000 | .667 | 4.3 | .0  | .3  | 1.0 | 5.0 |

## Assoliments personals
- Triat Naismith Prep Player of the Year Award el 2006.
- Triat All-America el 2007.